# Saison 2022-2023 de l'Atlético de Madrid
 (février 2023).
Maillots
Chronologie
Saison précédente Saison suivante
La saison 2022-2023 est la 92e saison de l'Atlético de Madrid depuis sa fondation en 1903 et la 86e saison du club en Liga, la meilleure ligue espagnole de football. L'Atlético évolue en Liga, Coupe du Roi et en Ligue des Champions.

## Transferts
| Joueur                     | Nat. | Poste          | Transfert                       | Période         | Provenance/Destination   | Division                    |
| -------------------------- | ---- | -------------- | ------------------------------- | --------------- | ------------------------ | --------------------------- |
| Arrivées                   |      |                |                                 |                 |                          |                             |
| Álvaro Morata              |      | Attaquant      | Retour de prêt                  | Mercato d'été   | Juventus                 | Série A                     |
| Ivo Grbić                  |      | Gardien de but | Retour de prêt                  | Mercato d'été   | LOSC Lille               | Ligue 1                     |
| Santiago Arias             |      | Défenseur      | Retour de prêt                  | Mercato d'été   | Grenade CF               | La Liga                     |
| Marcos Paulo               |      | Attaquant      | Retour de prêt                  | Mercato d'été   | FC Famalicão             | Liga Bwin                   |
| Axel Witsel                |      | Milieu         | Libre                           | Mercato d'été   | Borussia Dortmund        | Bundesliga                  |
| Saúl Ñíguez                |      | Milieu         | Retour de prêt                  | Mercato d'été   | Chelsea FC               | Premier League              |
| Samuel Lino                |      | Attaquant      | Transfert (6,5 M€)              | Mercato d'été   | Gil Vicente              | Liga Bwin                   |
| Nahuel Molina              |      | Défenseur      | Transfert (10 M€)               | Mercato d'été   | Udinese Calcio           | Serie A                     |
| Sergio Reguilón            |      | Défenseur      | Prêt                            | Mercato d'été   | Tottenham Hotspur        | Premier League              |
| Antoine Griezmann          |      | Attaquant      | Transfert (20 M€)               | Mercato d'été   | FC Barcelone             | La Liga                     |
| Marcos Paulo               |      | Attaquant      | Retour de prêt                  | Mercato d'hiver | CD Mirandés              | LaLiga 2                    |
| Memphis Depay              |      | Attaquant      | Transfert (3 M€)                | Mercato d'hiver | FC Barcelone             | LaLiga                      |
| Matt Doherty               |      | Défenseur      | Transfert (Libre)               | Mercato d'hiver | Tottenham Hotspur        | Premier League              |
| Dépenses totales : 39,5 M€ |      |                |                                 |                 |                          |                             |
| Départs                    |      |                |                                 |                 |                          |                             |
| Benjamin Lecomte           |      | Gardien de but | Fin de prêt                     | Mercato d'été   | AS Monaco                | Ligue 1                     |
| Luis Suárez                |      | Attaquant      | Libre                           | Mercato d'été   | Club Nacional            | Primera División de Uruguay |
| Šime Vrsaljko              |      | Défenseur      | Libre                           | Mercato d'été   | Olympiakos               | Superleague                 |
| Héctor Herrera             |      | Milieu         | Libre                           | Mercato d'été   | Dynamo de Houston        | Major League Soccer         |
| Nehuén Pérez               |      | Défenseur      | Montant Inconnu                 | Mercato d'été   | Udinese Calcio           | Serie A                     |
| Daniel Wass                |      | Défenseur      | Transfert (1,75 M€)             | Mercato d'été   | Brøndby IF               | Superligaen                 |
| Giuliano Simeone           |      | Attaquant      | Prêt                            | Mercato d'été   | Real Saragosse           | LaLiga 2                    |
| Vitolo                     |      | Attaquant      | Prêt                            | Mercato d'été   | UD Las Palmas            | LaLiga 2                    |
| Samuel Lino                |      | Attaquant      | Prêt                            | Mercato d'été   | Valence CF               | La Liga                     |
| Rodrigo Riquelme           |      | Attaquant      | Prêt                            | Mercato d'été   | Girona FC                | La Liga                     |
| Renan Lodi                 |      | Défenseur      | Prêt                            | Mercato d'été   | Nottingham Forest        | Premier League              |
| Matheus Cunha              |      | Attaquant      | Prêt (+option d'achat de 50 M€) | Mercato d'hiver | Wolverhamption Wanderers | Premier League              |
| Marcos Paulo               |      | Attaquant      | Prêt                            | Mercato d'hiver | São Paulo FC             | Brasileirão                 |
| João Félix                 |      | Attaquant      | Prêt                            | Mercato d'hiver | Chelsea FC               | Premier League              |
| Felipe                     |      | Défenseur      | Transfert (2,3 M€)              | Mercato d'hiver | Nottingham Forest        | Premier League              |
| Recettes totales : 4,05 M€ |      |                |                                 |                 |                          |                             |

## Maillots
| Domicile | Domicile (alt. 1) | Extérieur | Troisième |

## Effectif de la saison

### Joueurs prêtés
Le tableau suivant liste les joueurs de l'Atlético en prêt pour la saison 2022-2023.